# Csuklyás keselyű

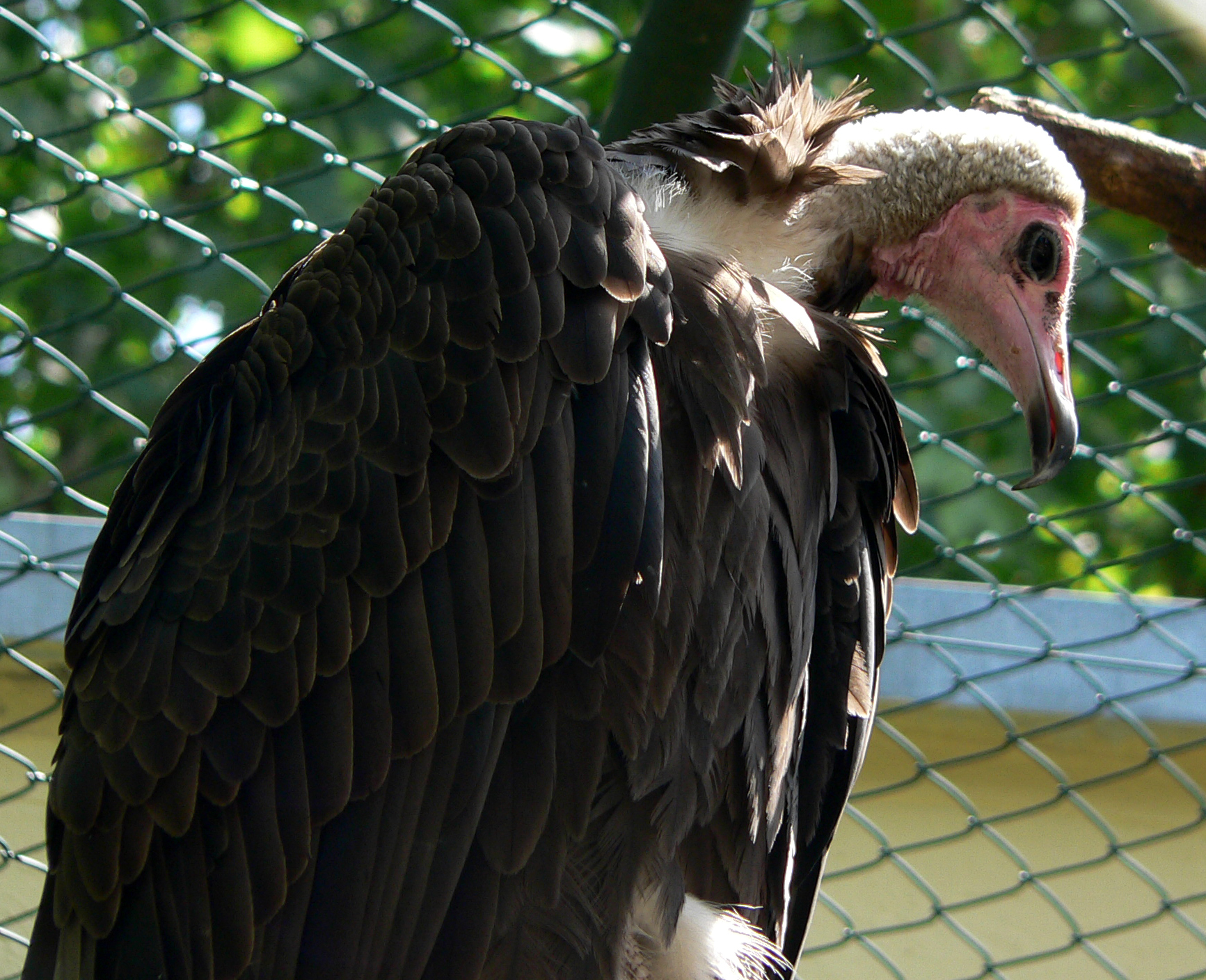
Portré

A csuklyás keselyű (Necrosyrtes monachus) a vágómadár-alakúak (Accipitriformes) rendjébe, ezen belül a vágómadárfélék (Aegypiinae) családjába tartozó Necrosyrtes nem egyetlen faja. Vadászata, mérgezése és életterének folyamatos szűkülése miatt súlyosan veszélyeztetett.

## Előfordulása
Afrikában, a Szahara alatti területeken fészkel. Szavannák lakója, de emberi települések közelében is felbukkan.

## Megjelenése
Hossza 62-75 centiméter, szárnyai fesztávolsága 155-165 centiméter, testtömege 1500-2600 gramm.

## Életmódja
Többségében dögevő, de a hulladékokat is megeszi.

## Szaporodása
Fákra vagy sziklákra rakja gallyakból készült fészkét. A fészekalja 1 tojásból áll.